# 大岳発電所
座標: 北緯33度07分18秒 東経131度11分25秒 / 北緯33.121734度 東経131.190217度
大岳発電所（おおたけはつでんしょ）は、大分県玖珠郡九重町にある九州電力の地熱発電所である。

## 概要
1967年（昭和42年）に運転を開始した、事業用としては日本初の地熱発電所であり、また、熱水分離型（フラッシュサイクル）としても日本初の地熱発電所である。
約2km離れた八丁原発電所、及び、約20km離れた滝上発電所の両地熱発電所の運転・監視も、この発電所において行われている。
老朽化のため発電設備の建て替えが計画されており、2018年9月に着工、2020年12月に運転開始を予定している。出力は14,500kW級に増強される見込みである。井戸（生産井及び還元井）は現在のものが継続して使用される。また、建て替え中も現在の施設は継続して運転される。

## 発電設備
- 定格出力：12,500kW[4]
- 営業運転開始：1967年（昭和42年）8月